# Апендицит
Апендици́т (лат. appendicitis) — захворювання, що зумовлюється запаленням апендикса (червоподібного відростка) сліпої кишки; спричиняється мікроорганізмами (найчастіше — кишковою паличкою, стафілококом, стрептококом), які проникають у стінку відростка здебільшого з порожнини кишечника (рідше потрапляють з крові або лімфи).

## Класифікація
За перебігом апендицит буває гострий та хронічний.
За ускладненнями: неускладнений та з ускладненнями.
За розташуванням:
- Типове
- Атипове:
  - тазове
  - ретроцекальне
  - підпечінкове
  - ретроперитоніальне
  - лівобічне
  - інтрамуральне

За морфологічними змінами у паростку:
- катаральний
- деструктивний

## Клінічний перебіг
Гострий апендицит починається раптово; з'являється більш або менш різкий біль у правій половині живота, більше внизу. Інколи, напад болю починається у верхній ділянці живота або біля пупка (згодом біль переміщується в праву здухвинну ділянку живота — симптом Кохера). Нерідко виникають нудота і одноразове блювання. Випорожнення найчастіше затримується, у дітей — буває одноразовий пронос. Внаслідок подразнення нервів очеревини виникає захисне напруження м'язів живота (дефанс) — спочатку в правій здухвинній ділянці, а потім і поза нею. Виявляють симптом Аарона (іррадіація болю до ділянки серця та шлунку при пальпації у точці МакБерні). Легке натискування на стінку живота рукою і швидке відняття її спричиняє різкий біль (симптом Щоткіна — Блюмберга). Виявляють симптом Ровсінга — при пальпації лівого нижнього квадранта живота посилюється біль у правому нижньому квадранті. Відзначають при атиповому розташуванні апендикса псоас-симптом. Пропадає апетит, що виявляють наявністю симптому гамбургера. При слабкому запаленні це можна виявити перевіркою симптому Маркла. Загальна температура тіла підвищується до 38°С, пульс частішає, кількість лейкоцитів у крові збільшується. При наявності таких ознак потрібний негайний лікарський нагляд. Категорично забороняється застосовувати проносні, клізми, болезаспокійливі засоби, спазмолітики та «жарознижувальні», оскільки вони можуть приховати дійсну клінічну картину.
Ознакою хронічного апендициту є постійний ниючий біль у правій здухвинній ділянці живота, розлади діяльності кишечника та ін. У даному випадку може розвинутись апендикулярний інфільтрат, лікування якого виключно консервативне.

## Лікування
При гострому апендициті показано негайне оперативне лікування. При своєчасному проведенні ця операція звичайно не супроводжується ускладненнями; якщо її не зробити вчасно, може розвинутись перфорація або некроз відростка, що нагноївся, з розвитком розлитого перитоніту (запалення очеревини).

### Хірургічне лікування
Апендектомія, тобто видалення апендикса. Також можуть застосовувати при деструктивних формах апендицита дренування черевної порожнини.

#### Лапароскопічна апендектомія
З розвитком технологій та вдосконаленням даного методу, лапароскопічна апендектомія може застосовуватись для лікування як неускладненого, так і ускладненого апендициту. Цей метод мінімізує механічні пошкодження шкіри і внутрішніх органів, що в свою чергу зменшує тривалість та вираженість післяопераційного больового синдрому, загальну тривалість перебування в лікарні та тривалість післяопераційної реабілітації.
На даний момент існує декілька методів проведення малоінвазивної операції. Типово операція виконується через три отвори (від 3 до 10 мм кожен). У ділянці пупка через отвір (від 5 мм до 10мм) вводиться лапароскоп для проведення першого етапу операції, власне заключної візуальної діагностики. Після проведеної діагностики, при потребі, через два додаткових отвори (від 3 мм до 5мм) вводяться два робочі інструменти для проведення завершального етапу операції — видалення апендикса.

#### Відкрита апендектомія
Лапаротомія є класичним методом доступу для проведення апендектомії. Проводиться, зазвичай, через один пошаровий (від 5 до 7 см) розріз у правій пахвинній ділянці, який забезпечує добру візуалізацію ділянки в якій типово розміщений апендикс. При атипових варіантах розміщення або ускладнених формах апендициту, розріз може бути розширений, задля зменшення механічного ушкодження внутрішніх органів.

## Післяопераційні ускладнення
Можливі післяопераційні ускладнення:
- ранні — кровотеча в черевну порожнину (з кукси брижі відростка), кровотеча у просвіт товстої кишки (з кукси відростка), неспроможність кукси відростка з розвитком невідмежованого (розлитого) перитоніту, постапендикулярний запальний інфільтрат у правій здухвинній ділянці, нагноєння післяопераційної рани, рання спайкова кишкова непрохідність, емболія легеневої артерії;
- пізні — злукова кишкова непрохідність, лігатурні, кишкові нориці, постапендикулярний запальний інфільтрат, післяопераційна вентральна грижа.